# Phosphidosilicates
 (novembre 2023).
Les phosphidosilicates ou phosphosiliciures sont des composés inorganiques contenant du silicium lié au phosphore et à un ou plusieurs autres types d'éléments. Dans les phosphosilicates, chaque atome de silicium est entouré de quatre atomes de phosphore, le tout formant un tétraèdre. Les triphosphosilicates possèdent une unité SiP3, qui peut être un triangle plan comme le carbonate CO3. Les atomes de phosphore peuvent être partagés pour former différents modèles, par exemple : [Si2P6]10− qui forme des paires, et [Si3P7]3− qui contient des feuilles bidimensionnelles à double couche ; [SiP4]8− avec tétraèdres isolés ; et [SiP2]2− avec un réseau tridimensionnel avec des coins de tétraèdres partagés. Les clusters SiP peuvent être joints, non seulement en partageant un atome P, mais également via une liaison PP. Cela ne se produit pas avec les nitridosilicates ou les silicates simples.
Les phosphidosilicates peuvent être considérés comme une sous-classe des pnictogénidosilicates, où le phosphore peut être substitué par de l'azote (nitridosilicates), de l'arsenic ou de l'antimoine. Le silicium peut également être substitué pour former d'autres séries de composés par d'autres atomes dans l'état d'oxydation + 4 comme le germanium, l'étain, le titane ou même le tantale.

## Liste
| formule     | nom                                        | système cristallin | groupe d'espace | Cellule unitaire (Å)                                                                    | forme | MW      | densité        | propriétés                                                                                   | références |
| ----------- | ------------------------------------------ | ------------------ | --------------- | --------------------------------------------------------------------------------------- | --- | ------- | -------------- | -------------------------------------------------------------------------------------------- | ---------- |
| Li2SiP2     |                                            | tétragonal         | I41/acd         | a=12,111 Å, c=18,658 Å, Z=32 V=2732,6                                                   | 4 tétraèdres SiP4 sont reliés entre eux pour former un supertétraèdre. Les supertétraèdres sont reliés entre eux par le partage des angles. | 103,91  | 2,02           |                                                                                              | ,          |
| LiSi2P3     |                                            |                    | I41/a           | a=18,4757 Å, c=35,0982 Å, Z=100                                                         | Réseaux interpénétrés de supertétraèdres pontés                                                                                             |         |                |                                                                                              | [ 3 ]      |
| Li3Si3P7    |                                            | monoclinique       | P21/m           | a = 6,3356 Å, b = 7,2198 Å, c = 10,6176 Å, β = 102,941°, Z = 2                          | |         |                | gris                                                                                         | [ 1 ]      |
| Li5SiP3     |                                            | cubique            | Fm3m            | a=5,84 Z=1,33                                                                           | SiP4 mais certains Si sont remplacés par des Li                                                                                             |         |                |                                                                                              | [ 4 ]      |
| Li10Si2P6   |                                            |                    | P21/n           | a = 7,2051 Å, b = 6,5808 Å, c = 11,6405 Å, β = 90,580°, Z = 4                           | contient des unités Si2P6 avec deux atomes Si reliés par deux atomes P                                                                      |         |                | aussi connu comme Li5SiP3                                                                    | [ 1 ]      |
| Li8SiP4     | lithium orthophosphidosilicate             | cubique            | Pa3             | a=11,6784 Z=8 V=1592,76                                                                 | | 207,49  | 1,73           | orange rouge                                                                                 | [ 2 ]      |
| Li14SiP6    |                                            | cubique            | Fm3m            | a=5,9393 Z=4                                                                            | SiP4 mais certains Si sont remplacés par des Li                                                                                             |         | 1,644          |                                                                                              | [ 5 ]      |
| Na19Si13P25 |                                            | triclinique        | P1              | a =13,3550 Å, b =15,3909 Å, c =15,4609 Å, α =118,05°, β =111,71°, γ =93,05°, Z =2       | supertétraèdres T3 |         |                | conducteur d'ions sodium                                                                     | [ 6 ]      |
| Na23Si19P33 |                                            | monoclinique       | C2/c            | a =28,4985 Å, b =16,3175 Å, c = 13,8732 Å, β =102,35°, Z =4                             | uniquement des supertétraèdres T3 |         |                | conducteur d'ions sodium                                                                     | [ 6 ]      |
| Na23Si28P45 |                                            | monoclinique       | P21/c           | a =19,1630 Å, b =23,4038 Å, c = 19,0220 Å, β =104,30°, Z =4                             | Supertétraèdres T3 et T4 |         |                | conducteur d'ions sodium                                                                     | [ 6 ]      |
| Na23Si37P57 |                                            | monoclinique       | C2/c            | a =34,1017 Å, b =16,5140 Å, c = 19,5764 Å, β =111,53°, Z =4                             | uniquement des supertétraèdres T4 |         |                | conducteur d'ions sodium                                                                     | [ 6 ]      |
| LT-NaSi2P3  |                                            | tetragonal         | I41/a           | a =19,5431 Å, c = 34,5317 Å, Z =100                                                     | supertétraèdres T4 et T5 fusionnés |         |                | conducteur d'ions sodium                                                                     | [ 6 ]      |
| HT-NaSi2P3  |                                            | tetragonal         | I41/acd         | a =20,8976 Å, c = 40,081 Å, Z =128                                                      | solely fused T5 supertetrahedra |         |                | conducteur d'ions sodium                                                                     | [ 6 ]      |
| Na2SiP2     | disodium diphosphidosilicate               | Tetrahedral        | Pccn            | a = 12,7929 Å, b = 22,3109 Å, c = 6,0522 Å and Z = 16                                   | tétraèdres SiP4 à arêtes partagées avec des chaînes de largeur 1                                                                            |         |                | rouge foncé 0,43 eV                                                                          | [ 7 ]      |
| Na5SiP3     |                                            | monoclinique       | P21/c           | Z=4 a= 7,352 Å, b= 7,957, Å c= 13,164 Å, α=90,757°                                      | |         | 2,06           | également connu sous le nom de Na10Si2P6 bande interdite 1,292 eV                            | ,          |
| Na3K2SiP3   | trisodium dipotassium triphosphidosilicate | Orthorhombique     | Pnma            | a=14,580 b=4,750 c= 13,020 V=901,7 Z=4                                                  | Triangles SiP3 |         |                |                                                                                              | [ 10 ]     |
| Na4Ca2SiP4  |                                            | hexagonal          | P63mc           | a=913 c=617 V=151,5                                                                     | Tétraèdres SiP4 |         | 2,128          |                                                                                              | [ 11 ]     |
| Na4Sr2SiP4  |                                            | hexagonal          | P63mc           | a=9,283 c=7,295 V=164                                                                   | |         | 2,498          |                                                                                              | [ 11 ]     |
| Na4Eu2SiP4  |                                            | hexagonal          | P63mc           | a=9,251 c=7,198 V=160,7                                                                 | |         | 3,226          |                                                                                              | [ 11 ]     |
| MgSiP2      |                                            | tetragonal         | I42d            | a=5,721 c=10,095                                                                        | |         |                | jaune orangé ; bande interdite des semi-conducteurs 2,24 eV ; décomposé par l'eau ou l'acide | [ 12 ]     |
| AlSiP3      |                                            | orthorhombique     | Pmnb            | a = 9,872, b = 5,861, c = 6,088, Z=4                                                    | Liaisons P-P |         |                | noir                                                                                         | ,          |
| K2SiP2      |                                            | orthorhombique     | Ibam            | a = 12,926, b = 6,867, c= 6,107, Z=4, V=542,07                                          | chaîne unidimensionnelle |         | 2,061          |                                                                                              | ,          |
| KSi2P3      |                                            | monoclinique       | C2/c            | a=10,1327 Å, b=10,1382 Å, c=21,118 Å, β=96,88°, Z=8 V=2153,8Å3                          | supertétraèdres T3 uniquement fusionnés |         | 2,321          | rouge foncé, bande interdite 1,72 eV                                                         | [ 8 ]      |
| KSi2P3      |                                            | tetragonal         | I41/acd         | a =21,922 Å, c = 39,868 Å, Z =128                                                       | supertétraèdres T5 uniquement fusionnés |         |                | conducteur d'ions potassium                                                                  | ,          |
| Ca2Si2P4    |                                            |                    | P41212          | a = 7,173, c = 26,295                                                                   | |         |                | bande interdite 0,984 eV                                                                     | [ 18 ]     |
| Ca3Si2P4    |                                            | monoclinique       |                 | a = 7,073 Å, b = 17,210 Å, c = 6,918 Å, β = 111,791°                                    | |         |                | bande interdite 0,826 eV                                                                     | [ 18 ]     |
| Ca3Si8P14   |                                            | monoclinique       | P21/c           | a = 12,138 Å, b = 13,476 Å, c = 6,2176 Å, β = 90,934°                                   | |         |                | bande interdite 0,829 eV                                                                     | [ 18 ]     |
| Ca4SiP4     |                                            | cubic              |                 | a=11,875 V=1675                                                                         | |         | 2,48           |                                                                                              | [ 19 ]     |
| MnSiP2      |                                            | tetrahedral        | I 4 2 d         | a 5,5823 c 10,230                                                                       | |         |                | métallique ; SHG 32,8 pm/V                                                                   | [ 20 ]     |
| Fe5SiP      |                                            |                    |                 | a=6,766 c=12,456 V=493,8 Z=6                                                            | |         | 6,83           |                                                                                              | [ 21 ]     |
| CoSi3P3     |                                            | monoclinique       | P21             | (pseudo orthrhombic) a = 5,899, b = 5,703, c = 12,736, β = 90,00° Z=4                   | |         |                | résistivité 0,62 Ohm cm bande interdite 0,12 eV                                              | [ 22 ]     |
| NiSi3P4     |                                            | tetragonal         | I42m            | a = 5,1598 c =10,350 Z = 2                                                              | |         | 3,22           |                                                                                              | ,          |
| NiSi2P3     |                                            |                    | Imm2            | a = 3,505, b = 11,071, c = 5,307, Z = 2                                                 | |         |                |                                                                                              | ,          |
| FeSi4P4     |                                            |                    |                 | a = 4,876, b = 5,545, c = 6,064, α = 85,33°, β = 68,40°, γ = 70,43° Z=4 P and Si random | |         | 3,38           | résistivité 0,3 Ohm cm bande interdite 0,15, peut contenir du Li ou du Na                    | ,          |
| Cu4SiP8     |                                            |                    | I41/a           | a = 12,186, c = 5,732, Z = 8                                                            | Liaisons P-P |         |                |                                                                                              | ,          |
| ZnSiP2      |                                            | Tetragonal         | I42d            | a = 5,399 Å c = 10,435 Å Z=4 V=304,173 Å3                                               | structure de la chalcopyrite tétraèdres SiP4 et Zn4                                                                                         | 154,936 | 3,3 (measured) | rouge foncé clair ; rouge luminescent ; semi-conducteur ; bande interdite 2,01 eV            | ,          |
| ZnSiP2      |                                            | cubique            |                 |                                                                                         | |         |                | plus de 27 GPa Supraconducteur Tc = 8,2K                                                     | [ 28 ]     |
| Sr2SiP4     |                                            |                    |                 |                                                                                         | |         |                | bande interdite 1,41 eV                                                                      | [ 29 ]     |
| Sr4SiP4     |                                            | cubique            |                 | a=12,426 V=1919                                                                         | |         | 3,48           |                                                                                              | [ 19 ]     |
| SrSi7P10    |                                            | triclinique        | P1              | a =6,1521 Å, b =8,0420 Å, c =8,1374 Å, α =106,854°, β =99,020°, γ =105,190°, Z =1       | réseau tétraédrique dérivé des supertétraèdres T2                                                                                           |         |                | bande interdite 1,1 eV                                                                       | ,          |
| RhSi3P3     |                                            | monoclinique       | C2              | a=5,525, b=7,210, c=5,522 β=118,31°, Z=2 P and Si random                                | |         | 4,005          | noir                                                                                         | ,          |
| RuSi4P4     |                                            | triclinique        | P1              | a = 4,936, b = 5,634, c = 6,162, α = 85,51°, β = 68,26°, γ = 70,69° Z=1 V=150           | |         | 3,74           | métallique                                                                                   | ,          |
| RuSi4P4     |                                            | triclinique        | P1              | a=4,9362 b=5,6326 c=6,1649 α=85,5073° β=68,2559° γ=70,6990°                             | |         | 3,732          | rouge foncé ; bande interdite 1,9 eV                                                         | [ 33 ]     |
| AgSiP2      |                                            | tetragonal         | I42d            | 6,5275, c = 8,550, Z = 4; V = 364,3                                                     | SiP4 partageant des angles | 305,77  | 5,58           | noir brillant                                                                                | [ 13 ]     |
| Mg2In3Si2P7 |                                            | monoclinique       | P21             | a 6,9375 b 6,5646 c 14,469 β 103,87° Z=2                                                | | 639,7   | 3,458          | SHG 7,1 × AgGaS2 ; bande interdite 2,21                                                      | [ 34 ]     |
| Sn4,2Si9P16 |                                            | rhombohedral       | R3              | a = 9,504 Å, α = 111,00°, and Z = 1                                                     | |         |                | bande interdite 0,2                                                                          | [ 35 ]     |
| CdSiP2      |                                            | tetragonal         | I42d            | a = 5,680 c = 10,431 Å Z=4 V=336,494 Å3                                                 | structure de chalcopyrite | 202,434 | 3,995          | carmine colour; red luminescent                                                              | ,          |
| Cs2SiP2     | Dicesium catena-diphosphidosilicate        | orthorhombique     | Ibam            |                                                                                         | |         |                |                                                                                              | [ 13 ]     |
| Cs5SiP3     | Pentacesium triphosphidosilicate           | orthorhombique     | Pnma            | a=6,064, b=14,336, c=15,722                                                             | triangles planaires SiP3 |         |                | dark metallic, air sensitive                                                                 | [ 38 ]     |
| BaSi7P10    |                                            | triclinique        | P1              | a =6,1537 Å, b =8,0423 Å, c =8,1401 Å, α =106,863°, β =99,050°, γ =105,188°, Z =1       | réseau tétraédrique dérivé des supertétraèdres T2                                                                                           |         |                |                                                                                              | [ 30 ]     |
| Ba2SiP4     |                                            | Tetragonal         | I42d            | a = 9,90.57 Å, c = 7,31.80 Å; Z = 4 V=718,06 Å                                          | contient des liaisons P-P | 426,65  |                | bande interdite 1,45 eV                                                                      | ,          |
| Ba2SiP4     |                                            | orthorhombique     | Pnma            | a=12,3710 b=4,6296 c=7,9783 Z= 8 V=1443,9                                               | chaînes de Si-P-Si | 426,65  | 3,925          | black bande interdite 1,7 eV                                                                 | [ 40 ]     |
| Ba2Si3P6    |                                            |                    |                 |                                                                                         | |         |                | bande interdite 1,88                                                                         | [ 29 ]     |
| Ba3Si4P6    |                                            | monoclinique       | P21/m           | a=1153,7 Å, b=728,1 Å, c=752,7 Å, β = 99,41° V=623,76 Z=2                               | Composé de Zintl Liaisons P-P et Si-Si |         | 3,78           | noir métallique                                                                              | ,          |
| Ba4SiP4     |                                            | cubique            |                 | a=13,023 V=2219                                                                         | |         | 4,22           |                                                                                              | ,          |
| BaCuSi2P3   |                                            | monoclinique       |                 | a=4,5659 b=10,1726 c=6,8236 β = 109,311 V=299,10                                        | en couches |         |                |                                                                                              | [ 42 ]     |
| LaSiP3      |                                            | monoclinique       |                 | a = 5,972, b = 25,255, c = 4,168, β= 135,71°, Z = 4                                     | réseau bidimensionnel d'anneaux à six chaînons en forme de bateau de Si-P-Si-P-Si-P                                                         |         |                |                                                                                              | [ 43 ]     |
| LaSi2P6     |                                            |                    | Cmc21           | a= 10,129,b= 28,17,c= 10,374,Z= 16                                                      | Liaisons P-P | 380,9   | 3,42           | gris                                                                                         | ,          |
| CeSiP3      |                                            | orthorhombique     | Pn21a           | a = 5,861, b= 5,712, c= 25,295 Å, V=846,7 Å3, Z=8                                       | Liaisons P-P | 261,13  | 4,095          |                                                                                              | ,          |
| CeSi2P6     |                                            |                    | Cmc21           | a= 10,118 Å,b= 28,03 Å,c= 10,311 Å,Z= 16, V=2,924                                       | Liaisons P-P | 382,1   | 3,47           | gris                                                                                         | [ 44 ]     |
| PrSi2P6     |                                            |                    | Cmc21           | a= 10,085 Å,b= 27,95 Å,c= 10,267 Å,Z= 16, V=2,895 nm3                                   | Liaisons P-P |         |                | gris                                                                                         | [ 44 ]     |
| NdSi2P6     |                                            |                    | Cmc21           | a= 10,031,b= 27,81,c= 10,245,Z= 16, V=2,857                                             | Liaisons P-P |         |                | gris                                                                                         | [ 44 ]     |
| ReSi4P4     |                                            |                    |                 |                                                                                         | |         |                |                                                                                              |            |
| OsSi4P4     |                                            | triclinique        | P1              | a = 4,948, b = 5,620, c = 6,175, α = 85,65, β = 68,36, γ = 70,89, Z=4 V=150,6           | |         | 4,72           | métallique                                                                                   | ,          |
| IrSi3P3     |                                            | monoclinique       | C2              | a=6,577, b=7,229, c=5,484 β=117,91°, Z=2                                                | |         |                | noir                                                                                         | ,          |
| IrSi3P3     |                                            | monoclinique       | Cm              | a=6,5895 b=7,2470 c=5,4916 β=117,892                                                    | |         |                | rouge foncé ; bande interdite 1,8 eV                                                         | [ 33 ]     |
| PtSi2P2     |                                            | monoclinique       | P21             | a=6,025 Å, b=9,468 Å, c=11,913 Å, β=102,91°,Z=8, V=552,2                                | |         | 6,327          | haute résistance métallique, noir brillant, sensible à l'air                                 | [ 46 ]     |
| PtSi3P2     |                                            | triclinique        | P1              | a=4,840 Å,b=5,482 Å,c=8,052 Å, α=91,57°, β=93,52°, γ=108,14°, Z=2 V=202,3               | |         | 5,656          | noir brillant                                                                                | [ 46 ]     |
| AuSiP       |                                            | rhomboédrique      | R3m             | a=3,459, c = 17,200, Z = 3; V = 178,19                                                  | | 256,03  | 7,16           | noir brillant                                                                                | [ 13 ]     |
| Th2SiP5     |                                            | triclinique        |                 | a=4,04.3 Å, b=4,04.5 Å, c = 10,279 pm, α = 90,09°, β = 90,09° and γ = 89,50°, Z = 1     | des chaînes de tétraèdres SiP4 liés en coin, et un réseau carré de tétraèdres P                                                             |         |                |                                                                                              | [ 43 ]     |